# Kevin Roche
Kevin Roche (sinh ngày 14 tháng 6 năm 1922 - mất ngày 1 tháng 3 năm 2019). Ông là 1 kiến trúc sư người nổi tiếng người Ireland với những công trình bằng kính. 
Ông sinh ra tại Dublin, sau khi tốt nghiệp Đại học Dubin, ông di cư tới Mỹ năm 1948. Tại đây, ông học tập dưới sự hướng dẫn của Ludwig Mies van der Rohe, và sau đó làm việc cho Eero Saarinen